# Межиріччя (станція)
Межирі́ччя — тупикова вантажна залізнична станція Івано-Франківської дирекції Львівської залізниці на відгалуження 10-кілометровій лінії від станції Карапчів. Розташована в селі Чудей Чернівецького району Чернівецької області. На станції виконуються лише вантажні роботи.